# 평원흙파는쥐
평원흙파는쥐 또는 평원주머니고퍼(Geomys bursarius)는 흙파는쥐과에 속하는 설치류의 일종이다. 굴을 파는 동물로 마니토바부터 텍사스에 이르는 북아메리카의 그레이트플레인스를 가로질러 초원과 경작지에서 발견된다.